# Pseudopiptadenia inaequalis
Pseudopiptadenia inaequalis är en ärtväxtart som först beskrevs av George Bentham, och fick sitt nu gällande namn av Stephan Rauschert. Pseudopiptadenia inaequalis ingår i släktet Pseudopiptadenia och familjen ärtväxter. Inga underarter finns listade i Catalogue of Life.